# پیرلویجی چرا
پیرلویجی چرا (به ایتالیایی: Pierluigi Cera) بازیکن فوتبال اهل ایتالیا است

## تیم ملی
از سال ۱۹۶۹ میلادی عضو تیم ملی فوتبال ایتالیا بوده و در ۱۸ بازی ملی حضور داشته‌است. او در بازی‌های ملی‌اش گلی به ثمر نرساند.
پیرلویجی چرا آخرین بازی ملی خود را در سال ۱۹۷۲ میلادی انجام داد.